# Pomeni imen asteroidov: 53001–54000
Pregled pomenov imen asteroidov (malih planetov) od številke 53001 do 54000, ki jim je Središče za male planete dodelilo številko in so pozneje dobili tudi uradno ime  v skladu z dogovorjenim načinom imenovanja. Pregled je preverjen z Schmadelovim “Slovarjem imen malih planetov” (“Dictionary of Minor Planet Names”). 
Pregled pojasnjuje izvor oziroma pomen imen asteroidov, ki ga je priznala Mednarodna astronomska zveza (IAU). Nekateri asteroidi imajo imajo dodatno pojasnilo o izvoru imena, ki pa vedno ni popolnoma zanesljivo (oznaka “†” ali “‡“). 
| Ime               | Začasna oznaka | Izvor imena                                                                          |
| 53001–53100       | 53001–53100    | 53001–53100                                                                          |
| ----------------- | -------------- | ------------------------------------------------------------------------------------ |
| 53093 La Orotava  | 1998 YO12      | občina La Orotava, otok Tenerife, Španija †                                          |
| 53101–53200       |                |                                                                                      |
| 53157 Akaishidake | 1999 CP        | gora Akaišidake, Šizuoka, Japonska †                                                 |
| 53159 Mysliveček  | 1999 CN3       | Josef Mysliveček (1737 – 1781), češki skladatelj † ‡                                 |
| 53201–53300       |                |                                                                                      |
| 53252 Sardegna    | 1999 EY4       | otok Sardinija po italijansko †                                                      |
| 53285 Mojmír      | 1999 FM53      | Mojmír, moravski princ iz 9. stoletja † ‡                                            |
| 53301–53400       |                |                                                                                      |
| 53311 Deucalion   | 1999 HU11      | Deukalion, Adam v grški mitologiji †                                                 |
| 53316 Michielford | 1999 JY3       | Michiel Ford, ameriški ljubiteljski astronom, dobitnik Milkenove nagrade za vzgojo † |
| 53401–53500       |                |                                                                                      |
| 53501–53600       |                |                                                                                      |
| 53601–53700       |                |                                                                                      |
| 53701–53800       |                |                                                                                      |
| 53801–53900       |                |                                                                                      |
| 53901–54000       |                |                                                                                      |
| 53910 Jánfischer  | 2000 GF4       | Ján Fischer, slovaški fizik teoretik †                                               |

| Predhodnik: 52001–53000 | Pomeni imen asteroidov Seznam asteroidov (53001-53250) Seznam asteroidov (53251-53500) Seznam asteroidov (53501-53750) Seznam asteroidov (53751-54000) | Naslednik: 54001–55000 |